# Dasycottus japonicus
Dasycottus japonicus is een straalvinnige vissensoort uit de familie van psychrolutiden (Psychrolutidae). De wetenschappelijke naam van de soort is voor het eerst geldig gepubliceerd in 1914 door Tanaka.